# Au (Austria)
Au è un comune austriaco di 1 704 abitanti nel distretto di Bregenz, nel Vorarlberg. Stazione sciistica, ha ospitato tra l'altro i Campionati austriaci di sci alpino 1974.